# Chiesa dei Santi Antonio da Padova, Giacomo e Filippo
La chiesa dei Santi Antonio da Padova, Giacomo e Filippo è un edificio religioso costruito fra il XIX e il XX secolo a Vaglio, nel comune di Capriasca.

## Storia
La costruzione dell'edificio fu completata nel 1916 su un progetto di Ernesto Quadri. L'edificio, improntato allo stile liberty, è pieno di riferimenti all'architettura neoromanica e neogotica.
Due delle tre campane sono più antiche della chiesa: provengono infatti dalla chiesa di Santa Maria Incoronata e risalgono al 1835.

## Descrizione

### Esterni
La parte esterna dell'edificio manifesta ampiamente la volontà di Quadri di sperimentare, assemblando forme, colori e persino materiali di costruzione diversi: nella struttura si alternano pietra e laterizio e il profilo del coro, di forma poligonale, entra in contrasto con quello rettangolare della navata. La chiesa è dominata da un campanile.

### Interni
Anche l'interno, come l'esterno, è arredato in modo vario: se infatti i dipinti su tela con la Madonna con santi e San Francesco d'Assisi che riceve le stimmate sono secenteschi, numerosi elementi d'arredo e decorazioni degli interni sono invece neogotici. La copertura della navata è a crociera costolonata.